# 自治領大臣
自治領大臣（じちりょうだいじん、英語: Secretary of State for Dominion Affairs）は、かつてイギリスに存在した内閣の役職である。イギリスの自治領（主にカナダ・オーストラリア・ニュージーランド・南アフリカ連邦・ニューファンドランド・アイルランド自由国）及び南ローデシア、各地の直轄植民地とイギリス本国を繋ぐために設けられた。設立当初は植民地大臣と並立していたが、1930年6月以降は自治領大臣が植民地大臣を兼任するようになった。大臣の下には自治領次官がついていた。その後、1947年に英連邦大臣へ統合された。

## 歴代自治領大臣
| 氏名 | 氏名                                                                     | 肖像                   | 任期           | 任期           | 政党                | 首相                                      | 首相                       | 外相                                                |
| ---- | ------------------------------------------------------------------------ | ---------------------- | -------------- | -------------- | ------------------- | ----------------------------------------- | -------------------------- | --------------------------------------------------- |
|      | レオ・アメリー (植民地大臣を兼任)                                        |                        | 1925年6月11日  | 1929年6月4日   | 保守党              |                                           | スタンリー・ボールドウィン | サー・オースティン・チェンバレン                    |
|      | 初代パスフィールド男爵 (植民地大臣を兼任)                                |                        | 1929年6月7日   | 1930年6月5日   | 労働党              |                                           | ラムゼイ・マクドナルド     | アーサー・ヘンダーソン                              |
|      | ジェイムズ・ヘンリー・トマス (1931年8月から11月にかけて植民地大臣を兼任) |                        | 1930年6月5日   | 1935年11月22日 | 労働党              |                                           | ラムゼイ・マクドナルド     | アーサー・ヘンダーソン                              |
|      | ジェイムズ・ヘンリー・トマス (1931年8月から11月にかけて植民地大臣を兼任) | 労働党 (国民政府派)    | 1930年6月5日   | 1935年11月22日 |                     | 初代レディング侯爵 サー・ジョン・サイモン | ラムゼイ・マクドナルド     |                                                     |
|      | マルコム・マクドナルド                                                   |                        | 1935年11月22日 | 1938年5月16日  | 労働党 (国民政府派) |                                           | スタンリー・ボールドウィン | サー・サミュエル・ホーア準男爵 アンソニー・イーデン |
|      | マルコム・マクドナルド                                                   | ネヴィル・チェンバレン | 1935年11月22日 | 1938年5月16日  | 労働党 (国民政府派) |                                           |                            | サー・サミュエル・ホーア準男爵 アンソニー・イーデン |
|      | スタンリー卿                                                             |                        | 1938年5月16日  | 1938年10月16日 | 保守党              |                                           | 第3代ハリファックス子爵    |                                                     |
|      | マルコム・マクドナルド (植民地大臣を兼任)                                |                        | 1938年10月31日 | 1939年1月29日  | 労働党 (国民政府派) |                                           | 第3代ハリファックス子爵    |                                                     |
|      | サー・トマス・インスキップ                                               |                        | 1939年1月29日  | 1939年9月3日   | 保守党              |                                           | 第3代ハリファックス子爵    |                                                     |
|      | アンソニー・イーデン (陸軍大臣を兼任)                                    |                        | 1939年9月3日   | 1940年5月14日  | 保守党              |                                           | 第3代ハリファックス子爵    |                                                     |
|      | サー・トマス・インスキップ (貴族院院内総務を兼任)                        |                        | 1940年5月14日  | 1940年10月3日  | 保守党              |                                           | 第3代ハリファックス子爵    | ウィンストン・チャーチル                            |
|      | クランボーン子爵                                                         |                        | 1940年10月3日  | 1942年2月19日  | 保守党              | アンソニー・イーデン                      |                            | ウィンストン・チャーチル                            |
|      | クレメント・アトリー (副首相を兼任)                                      |                        | 1942年2月19日  | 1943年9月24日  | 労働党              | アンソニー・イーデン                      |                            | ウィンストン・チャーチル                            |
|      | クランボーン子爵 (貴族院院内総務を兼任)                                  |                        | 1943年9月24日  | 1945年7月26日  | 保守党              | アンソニー・イーデン                      |                            | ウィンストン・チャーチル                            |
|      | 初代アディソン子爵 (貴族院院内総務を兼任)                                |                        | 1945年8月3日   | 1947年7月7日   | 労働党              |                                           | クレメント・アトリー       | アーネスト・ベヴィン                                |

アディソン子爵は新設された英連邦関係大臣に1947年7月7日に就任